# Geovane Carvalho
Geovane Carvalho 26 de junio de 1991, Cabo Frío, Río de Janeiro, Brasil es un futbolista Brasileño. Este jugador actualmente juega en el extranjero en Guatemala con el equipo Barillas F.C. de la Primera División de Guatemala.

## Trayectoria
Geovane Carvalho este jugador ha jugado la mayor parte de su carrera en Brasil pero ha dado un paso al fútbol extranjero en Guatemala.

## Clubes
| Club                               | País      | Año       | Goles |
| ---------------------------------- | --------- | --------- | ----- |
| Esprof Atlético de Futebol e Clube | Brasil    | 2002-2006 | 49    |
| Friburguense Atlético Clube        | Brasil    | 2006-2007 | 15    |
| Asociación Deportiva Cabofriense   | Brasil    | 2007-2009 | 16    |
| Sampaio Corrêa Futebol Clube       | Brasil    | 2009-2010 | 23    |
| Club Deportivo Madureira           | Brasil    | 2010-2011 | 8     |
| Sociedade Esportiva de Búzios      | Brasil    | 2012      | 7     |
| Serrano Futebol Clube              | Brasil    | 2013      | 2     |
| São Pedro Atlético Clube           | Brasil    | 2014      | 9     |
| Barillas F.C.                      | Guatemala | 2015–2017 | 22    |

- Datos: Q20015236